# Cité de Wakefield
La Cité de Wakefield (anglais : City of Wakefield) est un district du Yorkshire de l'Ouest qui a le statut de cité et de district métropolitain. Son centre administratif est la ville de Wakefield. La Cité de Wakefield inclut les villes de Normanton, Pontefract, Featherstone, Castleford et Knottingley, ainsi que Ossett, Hemsworth, South Kirkby & Moorthorpe et South Elmsall. La Cité et le district sont dirigés par le Conseil de district métropolitain de Wakefield.

## Source
- (en) Cet article est partiellement ou en totalité issu de l’article de Wikipédia en anglais intitulé « City of Wakefield » (voir la liste des auteurs).